# Réchytsa (Stolin)
Réchytsa (bielorruso: Рэ́чыца; ruso: Ре́чица) es un asentamiento de tipo urbano de Bielorrusia perteneciente al raión de Stolin de la provincia de Brest. Es sede administrativa del consejo rural homónimo sin formar parte del mismo.
En 2017, la localidad tenía una población de 6067 habitantes.
Hasta el siglo XIX era una pequeña aldea dependiente de Stolin. Cuando en 1885 se abrió la línea de ferrocarril de Luninets a Rivne, Réchytsa comenzó a desarrollarse como el poblado ferroviario de Stolin. Adoptó estatus urbano en 1960.
Se ubica a orillas del río Horyn en la periferia meridional de Stolin, en la salida de la ciudad de la carretera P88 que lleva a Rivne.